# باب گوئلکر
باب گوئلکر (انگلیسی: Bob Guelker; ۲۶ ژوئن ۱۹۲۳ – ۲۲ فوریهٔ ۱۹۸۶) مربی فوتبال و رئیس فدراسیون فوتبال ایالات متحده آمریکا از سال ۱۹۶۷ تا ۱۹۶۹ بود.